# Colleville-sur-Mer
Colleville-sur-Mer is een gemeente in het Franse departement Calvados (regio Normandië) en telt 172 inwoners (1999). De plaats maakt deel uit van het arrondissement Bayeux.

## Bezienswaardigheden
- De Normandy American Cemetery and Memorial, een grote Amerikaanse militaire begraafplaats met gesneuvelden van de Tweede Wereldoorlog

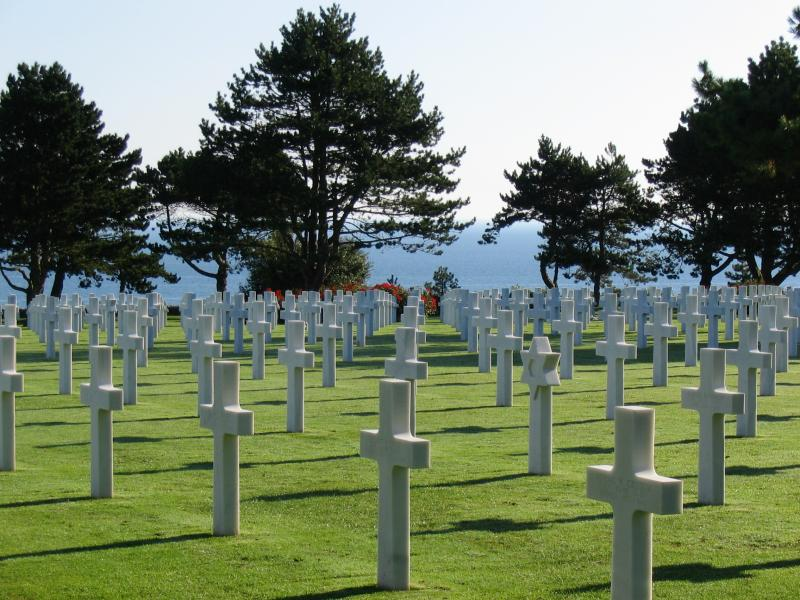
Amerikaanse grafstenen op de begraafplaats

## Geografie
De oppervlakte van Colleville-sur-Mer bedraagt 7,0 km², de bevolkingsdichtheid is 24,6 inwoners per km².
De onderstaande kaart toont de ligging van Colleville-sur-Mer met de belangrijkste infrastructuur en aangrenzende gemeenten.

## Demografie
Onderstaande figuur toont het verloop van het inwonertal (bron: INSEE-tellingen).
Vanwege een beveiligingsprobleem met de MediaWiki Graph-software is het momenteel niet mogelijk deze grafiek weer te geven. Zodra de software is bijgewerkt zal de grafiek vanzelf weer zichtbaar worden.
1. ↑  Populations de référence 2022.